# Kabinett Sturgeon II
Das Kabinett Sturgeon II war eine Schottische Regierung, die vom 18. Mai 2016 bis zum 19. Mai 2021 amtierte. Es bildete sich nach der Parlamentswahl 2016. Nicola Sturgeon wurde am 17. Mai 2016 vom Parlament zur First Minister gewählt.
Die Regierung war eine Minderheitsregierung der Scottish National Party, die bei den Parlamentswahlen 2016 die meisten Mandate errang, jedoch gegenüber der vorherigen Wahl die absolute Mehrheit der Mandate verlor.

## Mitglieder

### Kabinettsmitglieder
(Cabinet Secretaries, falls nicht anders erwähnt)
| Amt                                                      | Bild | Name                    | Partei | Partei    | Amtszeit  |
| -------------------------------------------------------- | ---- | ----------------------- | ------ | --------- | --------- |
| First Minister                                           |      | Nicola Sturgeon         |        | SNP       | 2016–2021 |
| Deputy First Minister                                    |      | John Swinney            | SNP    | 2016–2021 |           |
| Minister für Bildung und berufliche Qualifizierung       |      | John Swinney            | SNP    | 2016–2021 |           |
| Minister/in für Finanzen, Wirtschaft und gerechte Arbeit |      | Derek Mackay            | SNP    | 2016–2020 |           |
| Minister/in für Finanzen, Wirtschaft und gerechte Arbeit |      | Kate Forbes             | SNP    | 2020–2021 |           |
| Ministerin für Gesundheit und Sport                      |      | Shona Robison           | SNP    | 2016–2018 |           |
| Ministerin für Gesundheit und Sport                      |      | Jeane Freeman           | SNP    | 2018–2021 |           |
| Ministerin für Umwelt, Klimawandel und Landreform        |      | Roseanna Cunningham     | SNP    | 2016–2021 |           |
| Ministerin für Kultur, Tourismus und Außenbeziehungen    |      | Fiona Hyslop            | SNP    | 2016–2021 |           |
| Ministerin für Gemeinden und Kommunalverwaltung          |      | Angela Constance        | SNP    | 2016–2018 |           |
| Ministerin für Gemeinden und Kommunalverwaltung          |      | Aileen Campbell         | SNP    | 2018–2021 |           |
| Minister für Justiz                                      |      | Michael Matheson        | SNP    | 2016–2018 |           |
| Minister für Justiz                                      |      | Humza Yousaf            | SNP    | 2018–2021 |           |
| Minister für Wirtschaft, Jobs und gerechte Arbeit        |      | Keith Brown             | SNP    | 2016–2018 |           |
| Minister für Landwirtschaft und Konnektivität            |      | Fergus Ewing            | SNP    | 2016–2021 |           |
| Ministerin für Soziale Sicherheit und ältere Menschen    |      | Shirley-Anne Somerville | SNP    | 2018–2021 |           |
| Minister für Regierungsgeschäfte und Verfassungsfragen   |      | Michael Russell         | SNP    | 2018–2021 |           |
| Minister für Transport, Infrastruktur und Konnektivität  |      | Michael Matheson        | SNP    | 2018–2021 |           |

### Staatssekretäre
| Staatssekretäre (Junior Ministers)                                | Name                    | Partei | Partei    | Amtszeit  |
| ----------------------------------------------------------------- | ----------------------- | ------ | --------- | --------- |
| Kinderbetreuung und Jugend                                        | Mark McDonald           |        | SNP       | 2016–2017 |
| Kinderbetreuung und Jugend                                        | Maree Todd              | SNP    | 2017–2021 |           |
| Weiterbildung, Hochschulbildung und Wissenschaft                  | Shirley-Anne Somerville | SNP    | 2016–2018 |           |
| Weiterbildung, Hochschulbildung und Wissenschaft                  | Richard Lochhead        | SNP    |           |           |
| Parlamentarische Angelegenheiten und Veteranen                    | Joe FitzPatrick         | SNP    | 2016–2018 |           |
| Parlamentarische Angelegenheiten und Veteranen                    | Graeme Dey              | SNP    | 2018–2021 |           |
| Energie, Konnektivität und die Inseln                             | Humza Yousaf            | SNP    | 2016–2018 |           |
| Energie, Konnektivität und die Inseln                             | Paul Wheelhouse         | SNP    | 2018–2021 |           |
| Wirtschaft, gerechte Arbeit und berufliche Qualifizierung         | Paul Wheelhouse         | SNP    | 2016–2018 |           |
| Wirtschaft, gerechte Arbeit und berufliche Qualifizierung         | Jamie Hepburn           | SNP    | 2018–2021 |           |
| Gesundheitsdienste, Sport und Wohlbefinden („Wellbeing“)          | Aileen Campbell         | SNP    | 2016–2018 |           |
| Gesundheitsdienste, Sport und Wohlbefinden („Wellbeing“)          | Joe FitzPatrick         | SNP    | 2018–2020 |           |
| Gesundheitsdienste, Sport und Wohlbefinden („Wellbeing“)          | Mairi Gougeon           | SNP    | 2020–2021 |           |
| Psychische Gesundheit                                             | Maureen Watt            | SNP    | 2016–2018 |           |
| Psychische Gesundheit                                             | Clare Haughey           | SNP    | 2018–2021 |           |
| Allgemeine Sicherheit                                             | Annabelle Ewing         | SNP    | 2016–2018 |           |
| Allgemeine Sicherheit                                             | Ash Regan               | SNP    | 2018–2021 |           |
| Kommunalverwaltung, Wohnungsbau und Planung                       | Kevin Stewart           | SNP    | 2016–2021 |           |
| Soziale Sicherheit                                                | Jeane Freeman           | SNP    | 2016–2018 |           |
| Europa, Migration und internationale Entwicklung                  | Alasdair Allan          | SNP    | 2016–2018 |           |
| Europa, Migration und internationale Entwicklung                  | Ben Macpherson          | SNP    | 2018–2020 |           |
| Europa, Migration und internationale Entwicklung                  | Jenny Gilruth           | SNP    | 2020–2021 |           |
| Für die britischen Verhandlungen über Schottlands Platz in Europa | Michael Russell         | SNP    | 2016–2018 |           |
| Ältere Menschen und Gleichheit                                    | Christina McKelvie      | SNP    | 2018–2021 |           |
| Handel, Investition und Innovation                                | Ivan McKee              | SNP    | 2018–2021 |           |
| Öffentliche Finanzen und digitale Wirtschaft                      | Kate Forbes             | SNP    | 2018–2020 |           |
| Ländliche Angelegenheiten und die natürliche Umwelt               | Mairi Gougeon           | SNP    | 2018–2020 |           |
| Ländliche Angelegenheiten und die natürliche Umwelt               | Ben Macpherson          | SNP    | 2020–2021 |           |

| Justizbeamte * (Law officers)  | Name            | seit      |
| ------------------------------ | --------------- | --------- |
| Lord Advocate                  | James Wolffe    | 2016–2021 |
| Solicitor General for Scotland | Alison Di Rollo | 2016–2021 |